# 鄭綮
鄭 綮（てい けい、生年不詳 - 899年）は、唐代の官僚・政治家・詩人。字は蘊武。

## 経歴
進士に及第し、監察御史・殿中侍御史・倉部員外郎・戸部員外郎・金部郎中・刑部郎中・右司郎中を歴任した。その家は貧しく鄭綮は刺史の職を求めて、廬州刺史として出向した。黄巣の反乱軍が嶺南から北帰して淮南を略奪してまわると、鄭綮は黄巣に廬州の境を犯さないよう求める文書を送った。黄巣は笑ってこれを聞き入れ、廬州はひとり反乱軍の侵犯を受けなかった。鄭綮は僖宗に称賛され、緋魚袋を賜った。刺史を退任すると、銭1000緡を廬州に寄付した。のちに廬州はたびたび陥落したが、反乱兵は鄭綮の寄庫銭に手をつけようとしなかった。楊行密が廬州刺史となると、その銭は長安に送られ、鄭綮のもとにもどされた。
鄭綮は詩を作るのを得意としたが、時事を風刺する作品が多く、格調高くなかったため、当時に「鄭五歇後体」と称された。
王徽が御史大夫となると、鄭綮はかれに推挙されて兵部郎中・知御史台雑事となった。給事中に転じ、紫金魚袋を賜った。僖宗が山南から長安に帰ると、宰相の杜譲能の弟の杜弘徽が中書舎人となった。鄭綮は兄弟ともに中書に同居して皇帝の側近にいるのはよろしくないと、制書を封還した。僖宗が返答しなかったため、鄭綮は病と称して休官した。ほどなく左散騎常侍として召還された。朝政に欠陥があるたびに、上書してこれを非難した。鄭綮の提議は取り上げられなかったが、都下に喧伝された。宰相はこれを憎んで、鄭綮を国子祭酒に異動させた。当時の世論は鄭綮を閑職に置くべきではないとみなしたので、宰相はこれを恐れて、再び鄭綮を左散騎常侍に任用した。
乾寧元年（894年）2月、鄭綮は礼部侍郎・同中書門下平章事（宰相）となった。7月、病のため引退を願い出て、太子少保として致仕した。光化2年（899年）、死去した。

## 伝記資料
- 『旧唐書』巻179 列伝第129
- 『新唐書』巻183 列伝第108